# Halbjahr

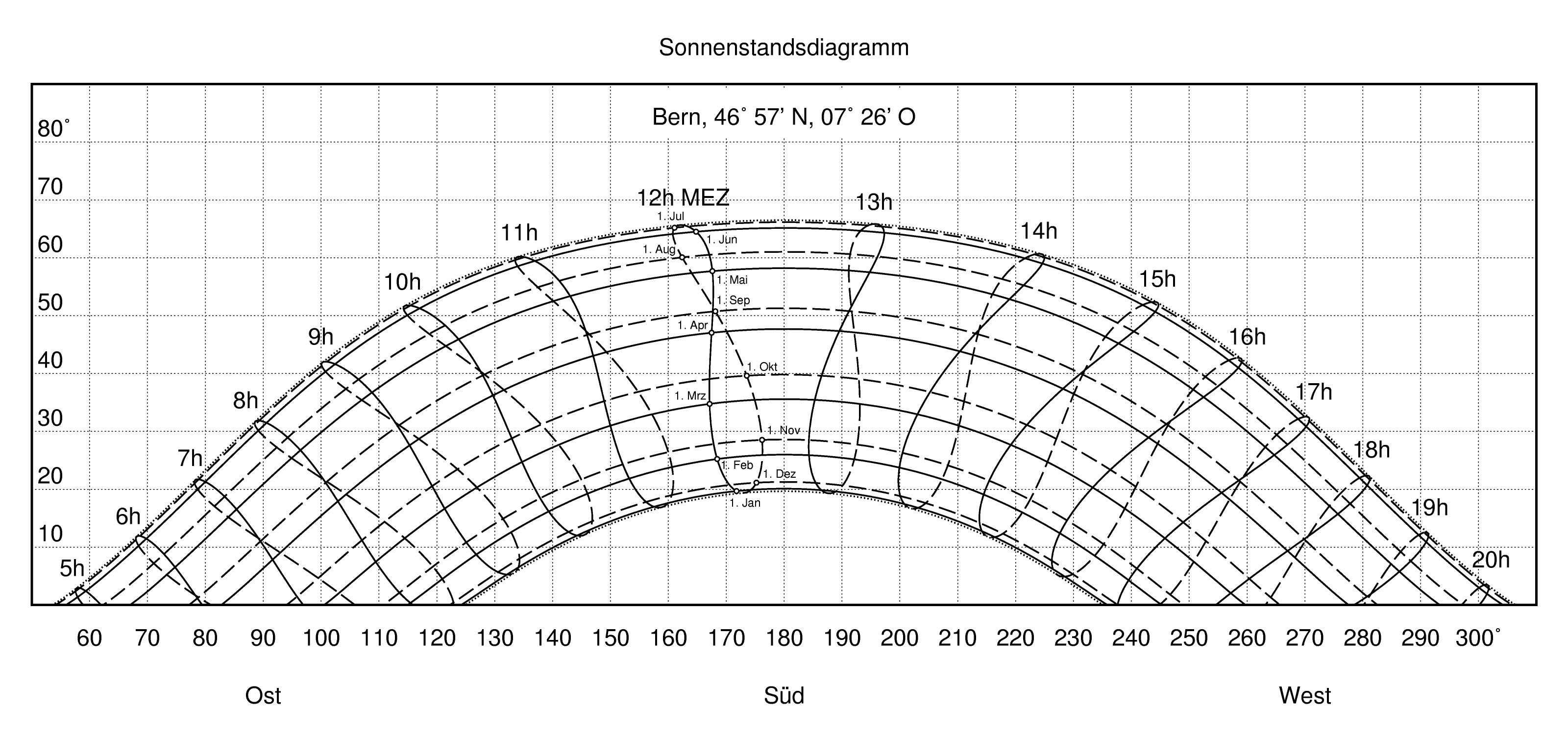
Sonnenstandsdiagramm für Bern: Die Sonnenbahn des Tages innerhalb eines Jahres. Die obere Hälfte des Bogens ist der Sonnenstand im Sommerhalbjahr, die untere die des Winterhalbjahrs

Als Sommerhalbjahr wird jene Zeit des Jahres bezeichnet, die zwischen astronomischem Frühlings- und Herbstbeginn liegt. Die andere Zeit des Jahres ist das Winterhalbjahr. In der Mitte jedes der beiden Halbjahre liegt eine Sonnenwende.

## Halbjahre und Datum
Auf der Nordhalbkugel der Erde ist das Sommerhalbjahr die Zeit zwischen 20. März und 22. September, bzw. zwischen 21. März und 23. September, während auf der Südhalbkugel dann das Winterhalbjahr herrscht. Im nördlichen Winterhalbjahr ist die Situation exakt umgekehrt.
Die auflaufende Datums-Abweichung von einem Tag wird im heute gebräuchlichen Gregorianischen Kalender in der Regel alle vier Jahre durch einen Schalttag korrigiert. Im Julianischen Kalender hingegen, der die Länge des Sonnenjahres weniger genau abbildet, sind die Äquinoktien seit der Zeitenwende bereits um 13 Tage nach vorn gedriftet. Einfluss auf den Frühlingsbeginn haben im längeren Maßstab auch veränderliche Erdbahnparameter, vor allem aufgrund der Präzession der Erdachse.

## Halbjahre und Klima
Wegen des 2. Keplerschen Gesetzes führt die leicht elliptische Erdbahn zu einem um einige Tage längeren Sommer- als Winterhalbjahr auf der Nordhalbkugel, auf der Südhalbkugel ist dementsprechend das Gegenteil der Fall. Denn der sonnennächste Punkt, das sogenannte Perihel, und damit die größte Geschwindigkeit der Erde auf ihrer Bahn um die Sonne tritt derzeit Anfang Januar ein. Durch diese leichte Asymmetrie in der Globalverteilung der Sonnenstrahlung sind die längeren Nordsommer theoretisch um einige Prozent wärmer als jene südlich des Erdäquators. Deshalb ist das Klima z. B. am 45. Breitengrad in Argentinien wesentlich rauer als am entsprechenden Grad nördlicher Breite in Europa, der in etwa einer Linie entlang der Städte Bordeaux, Belgrad und Bukarest entspricht. Zusätzlich gibt es regionale Einflüsse wie die Verteilung der Kontinente und der Meeresströmungen. Wenn im Zyklus der Periheldrehung die Sonnennähe in einigen tausend Jahren in den Juni gewandert ist, ist die Situation umgekehrt. Dies hat möglicherweise einen Einfluss auf die Eiszeiten.
Der Zusammenhang zwischen Sommer und Sommerhalbjahr wird mit steigender Entfernung vom Äquator immer offensichtlicher. Je weiter man sich den Polen nähert, desto größer wird der Unterschied der Tageslängen zwischen Sommer- und Winterhalbjahr. In Breiten oberhalb der Polarkreise sind Sommer und Sommerhalbjahr nahezu deckungsgleich, die Jahreszeiten Frühling und Herbst verkürzen sich auf ein Minimum, in der direkten Umgebung der Pole herrscht das gesamte Sommerhalbjahr über Tag und im Winterhalbjahr Nacht. Je näher man an den Äquator kommt, desto mehr ähneln sich die Bedingungen des Sommer- und Winterhalbjahres: In den Tropen sind die meteorologischen Jahreszeiten kaum ausgeprägt und auch die Tage sind sommers wie winters etwa zwölf Stunden lang.

## Ökonomische Aspekte
In der ökonomischen Nutzung der Sonnenenergie machen die oben erwähnten Einflüsse immerhin einige Prozent aus. Beispielsweise decken gut ausgelegte thermische Solaranlagen im Sommerhalbjahr den ganzen Bedarf, wogegen sie zwischen Oktober und März nur etwa 20 % des sommerlichen Warmwassers liefern. Wie weit man deshalb die Größe der Sonnenkollektoren erhöht, bedarf einer genauen Berechnung – denn der Gewinn an sommerlicher Energie kann im Regelfall nicht genützt werden.
Der Zeitpunkt der Zeitumstellung zwischen Sommer- und Normalzeit orientiert sich am Beginn und dem Ende des Sommerhalbjahres und fand von daher jeweils am letzten Wochenende des März bzw. September statt. Seit 1996 wurde jedoch die Rückstellung zur Normalzeit auf das letzte Oktoberwochenende verlegt.